# Oxymonacanthus
Genre
Oxymonacanthus est un genre de poissons marins de la famille des Monacanthidae.

## Liste d'espèces
Selon FishBase (21 avril 2014), ITIS (21 avril 2014) et World Register of Marine Species (21 avril 2014) : 
- Oxymonacanthus halli Marshall, 1952
- Oxymonacanthus longirostris (Bloch et Schneider, 1801), lime à taches orange[4]